# Dziura ozonowa

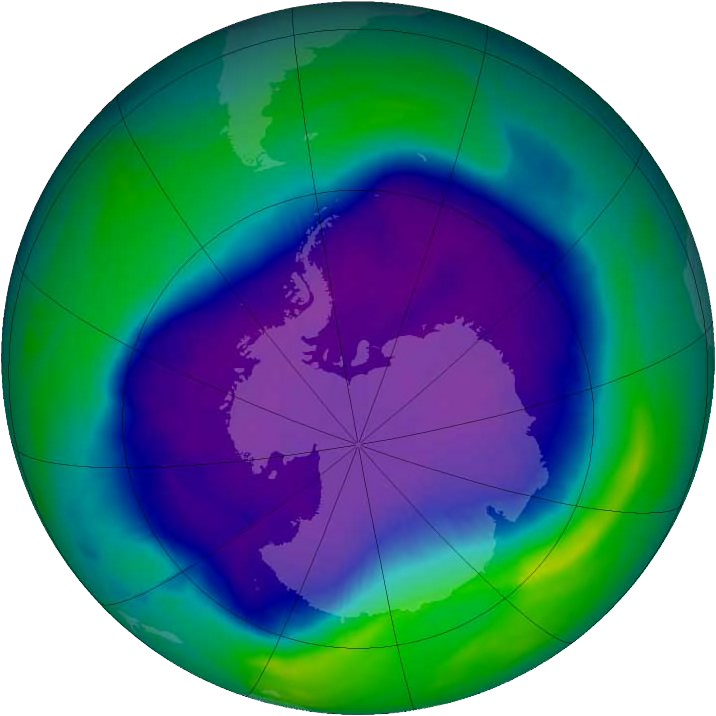
Dziura ozonowa nad Antarktydą (zdjęcia z 2006)

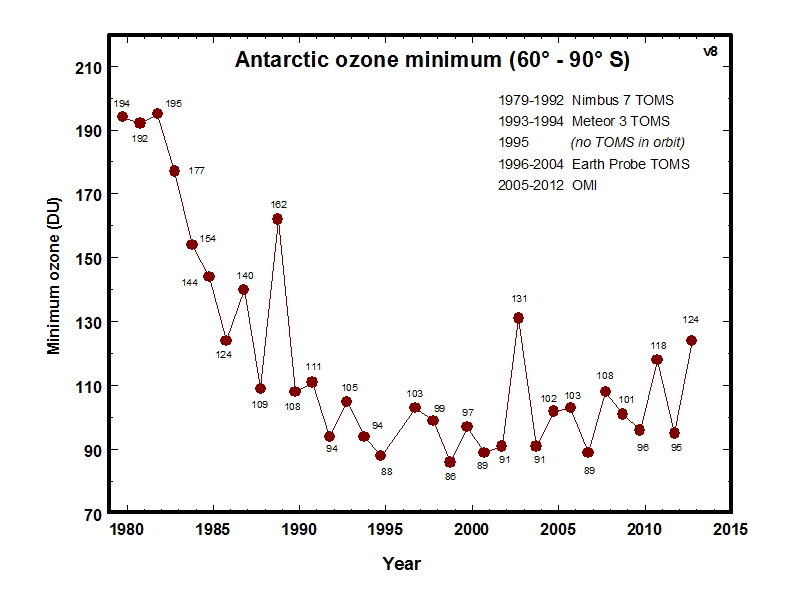
Roczne minima ozonu nad Antarktydą

Dziura ozonowa – zjawisko spadku stężenia ozonu (O3) w stratosferze atmosfery ziemskiej. Występuje głównie w obszarach podbiegunowych. Tworzenie się i rozpad O3 zachodzi pod wpływem światła, którego natężenie różni się dla danego obszaru w poszczególnych porach roku. Naturalna zawartość ozonu zmienia się z szerokością geograficzną, dlatego trudno jest podać uniwersalną wartość stężenia granicznego, które określa pojawienie się dziury ozonowej. W przypadku Antarktyki graniczna wartość stężenia O3 określająca naturalny stan ozonosfery i dziurę ozonową wynosi 220 DU. Do 1979 nie notowano w tym rejonie niższych stężeń O3, a późniejsze spadki zawartości ozonu miały charakter antropogeniczny. Powstawanie dziury zwykle wiązane jest z emisją freonów.
Działania podjęte w ramach zawartego w 1987 roku protokołu montrealskiego doprowadziły do znaczącego spadku produkcji substancji zubożających warstwę ozonową i zatrzymania wzrostu zasięgu dziury ozonowej. Dzięki temu, według prognoz ONZ, warstwa ozonowa może się całkowicie zregenerować do 2060 roku.

## Dziura ozonowa a środowisko
Ozon stratosferyczny pochłania część promieniowania ultrafioletowego docierającego do Ziemi ze Słońca. Niektóre rodzaje promieniowania ultrafioletowego są szkodliwe dla organizmów żywych, ponieważ mogą uszkadzać komórki (oparzenia) oraz materiał genetyczny komórek. U ludzi i zwierząt mogą wywoływać zmiany nowotworowe.

## Freony jako źródło powstawania dziury ozonowej
Ozon stratosferyczny powstaje w wyniku oddziaływania promieniowania ultrafioletowego pochodzącego ze Słońca na cząsteczki atmosferycznego tlenu. Powstały ozon zanika w reakcji katalitycznego rozpadu z atomami chloru, uwolnionymi po rozpadzie freonów.
Problem pojawił się, gdy do powszechnego użycia wszedł związek CCl2F2, zwany freonem-12, oraz inne fluoropochodne metanu i etanu (w Polsce nazwane wspólnie freonami). Związki te wykorzystywane były w sprężarkach, urządzeniach chłodniczych i klimatyzacyjnych, do produkcji lakierów, a także w przemyśle kosmetycznym i medycynie (jako gaz nośny dla substancji podawanych w formie sprayu). Cząsteczki freonów nie wchodzą w reakcję z innymi substancjami i nie rozpadają się w troposferze, mogą więc pozostawać w atmosferze w stanie niezmienionym przez ponad 100 lat. Zainspirowani pracą Paula Crutzena z 1970, w 1974 Mario Molina i F. Sherwood Rowland opublikowali badania, z których wynikało, że gromadzenie się w atmosferze freonów może prowadzić, do niszczenia warstwy ozonowej. Po przejściu do ozonosfery freony rozkładają się pod wpływem promieniowania ultrafioletowego na pierwiastki: węgiel, fluor i chlor. Swobodne jony chlorowe są katalizatorami rozkładu ozonu w zwykły tlen dwuatomowy.
Po tym jak w pierwszej połowie lat osiemdziesiątych nad Antarktydą zaobserwowano spadki koncentracji ozonu do wcześniej nienotowanych poziomów, rozpoczęto intensywne badania tego zjawiska. Kolejne badania potwierdziły, że przyczyną zanikania ozonu rzeczywiście jest rosnąca koncentracja freonów. W 1986 i 1987 przeprowadzono pomiary na Antarktydzie i wskazano mechanizm ubywania ozonu stratosferycznego, związany z reakcją heterogeniczną, w której rolę katalizującą odgrywają polarne chmury stratosferyczne. Za podstawowy wkład w zrozumienie chemii atmosfery i wyjaśnienie tajemnicy powstawania dziury ozonowej Susan Solomon otrzymała nagrodę Amerykańskiego Towarzystwa Meteorologicznego natomiast Crutzen, Molina i Rowland – nagrodę Nobla w dziedzinie chemii, w 1995.
Ostatnie wyniki analiz, opracowane na podstawie przeprowadzonych symulacji komputerowych klimatu w dwóch wariantach: bez emisji freonów oraz z masową emisją freonów do atmosfery rozpoczętą w latach 50., sugerują, że stężenie tych substancji miało i ma wpływ również na dwukrotne większe tempo wzrostu średniej temperatury w obszarach podbiegunowych w porównaniu z innymi rejonami kuli ziemskiej. Przełożyło się to bezpośrednio na tempo topnienia pokrywy lodowej, które w „modelu freonowym” postępuje o wiele szybciej. Związane ma to być fizycznymi własnościami freonów, które są gazami cieplarnianymi o efektywności wielokrotnie większej niż choćby dwutlenek węgla.

## Działania społeczności międzynarodowej w celu przeciwdziałania dziurze ozonowej
W 1985 uchwalono Konwencję wiedeńską w sprawie ochrony warstwy ozonowej, zobowiązującą państwa sygnatariuszy do ograniczenia emisji gazów powodujących zubażanie warstwy ozonowej.
W 1987 roku podpisano protokół montrealski, międzynarodowe porozumienie mające na celu przeciwdziałanie dziurze ozonowej. Porozumienie doprowadziło do wprowadzenia przez 196 krajów regulacji, które doprowadziły do redukcji emisji substancji zubożających warstwę ozonową. Emisje niektórych substancji przyczyniających się do wzrostu dziury ozonowej zostały zredukowane aż o 90%.

## Historia pomiarów dziury ozonowej
Ubytki ozonu nad Antarktydą mają charakter sezonowy. W czasie nocy polarnej duże obszary podbiegunowe znajdują się w półmroku albo są całkowicie nieoświetlone przez Słońce, dlatego wytwarzanie ozonu w tym obszarze ulega redukcji. Jednocześnie na powierzchni kropelek tworzących chmury stratosferyczne zachodzą reakcje, w których powstają aktywne jony ClO−, których obecność utrudnia powstawanie ozonu. Koniec nocy polarnej i pojawienie się promieniowania ultrafioletowego przynosi wzmożenie reakcji niszczenia freonów i uwalniania swobodnych jonów Cl−, których obecność powoduje niszczenie ozonu. W efekcie nałożenia się tych zjawisk, wczesną wiosną (wrzesień – październik) nad biegunem pojawia się obszar o zawartości ozonu poniżej 220 DU, czyli dziura ozonowa.
Obserwacje warstwy ozonowej nad biegunem południowym zostały wzmożone po tym, jak 1982 roku doktor Joe Farman z British Antarctic Survey, odkrył, że znaczna część pokrywy ozonowej nad biegunem zanikła. Przez następne lata dziura ozonowa nad biegunem powiększała się tak, że w październiku 1987 roku ilość ozonu była tam o 50% mniejsza niż przed jej odkryciem. W roku 1994 zaobserwowano rekordowo małe zawartości ozonu (średnia w dniach 21.09-16.10 wyniosła zaledwie 92 dobsony). Największy zasięg dziura ozonowa osiągnęła w roku 2006 (w dniach 7.09-13.10 wynosił on średnio 27 mln km²).
Nad biegunem północnym do obniżenia zawartości ozonu dochodzi również wiosną, ale półkuli północnej (marzec – kwiecień). Jak dotąd tylko raz doszło tu do spadku zawartości ozonu poniżej 220 DU. Miało to miejsce w marcu 2011, po wyjątkowo długim okresie niskich temperatur w stratosferze i powstaniu w niej silnego wiru, w którym gromadziły się cząsteczki zanieczyszczeń.
W związku z wdrożeniem postanowień protokołu montrealskiego światowa produkcja substancji niszczących ozon spadła niemal do zera. Mniej więcej od roku 2005 obserwuje się powolny wzrostowy trend zawartości ozonu w stratosferze nad biegunem południowym i spadek zasięgu dziury ozonowej (przy dużych wahaniach z roku na rok). Według prognoz ONZ, warstwa ozonowa może się całkowicie zregenerować do 2060 roku.
Odbudowa warstwy ozonowej może zostać opóźniona, jeśli pojawią się nowe emisje substancji niszczących ozon. W latach 2018–2019 opublikowano wyniki pomiarów wskazujące, że substancja CFC-11 jest ponownie lub w dalszym ciągu wykorzystywana w Chinach. Władze chińskie zadeklarowały, że problem ten zostanie jednak rozwiązany.

## Dziura ozonowa i kosmiczne katastrofy
Symulacje astrofizyczne sugerują, że warstwa ozonowa mogłaby zostać zniszczona przez bliski Ziemi rozbłysk promieniowania gamma związany ze „śmiercią” gwiazdy. Źródło tego zjawiska nie jest do końca znane, ale prawdopodobieństwo wystąpienia takiej katastrofy w ciągu najbliższego stulecia jest znikome. Skutkiem oddziaływania na atmosferę promieni gamma zgodnie z symulacjami w zamkniętym obecnie instytucie fizyki pod Genewą w Szwajcarii miałoby być wytworzenie ogromnych ilości tlenków azotu, które weszłyby w reakcję z ozonem doprowadzając do jego rozpadu. Dziura ozonowa ogarnęłaby całą planetę na wiele miesięcy.
Istnieje też hipoteza, według której tak zwane wymieranie permskie spowodowane było przez mutacje o zasięgu globalnym wynikające z długotrwałego narażenia na silne promieniowanie UV-B, będące konsekwencją zniszczenia warstwy ozonowej przez gazy zawierające chlor, brom i kwas siarkowy, pochodzące ze wzmożonej aktywności wulkanicznej lub źródeł hydrotermalnych.